# Koubinka

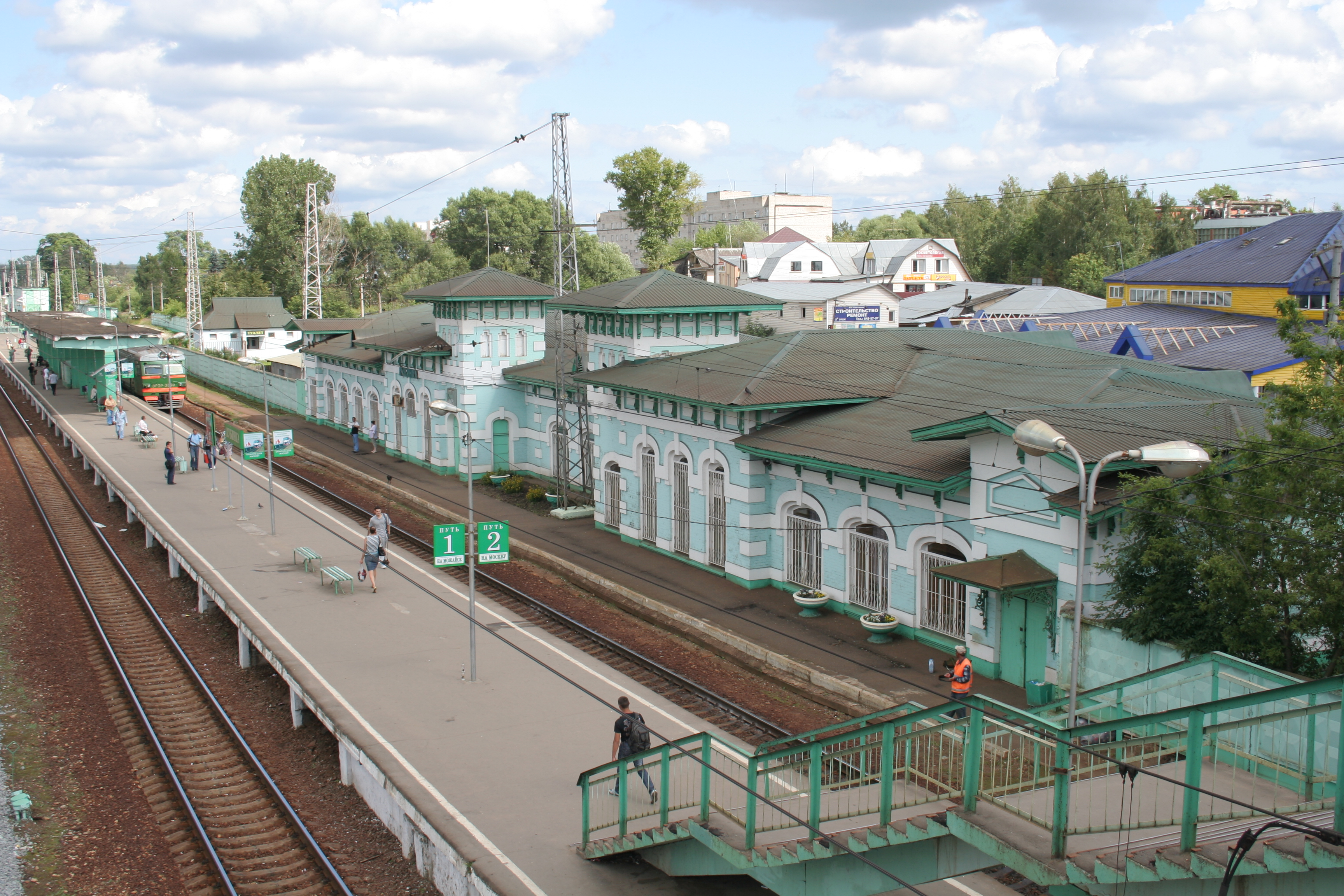

Koubinka (en russe : Кубинка) est une ville de l'oblast de Moscou, en Russie. Sa population s'élevait à 23 472 habitants en 2024.

## Géographie
Koubinka est située au bord de la rivière Setoun, à 63 km à l'ouest de Moscou.

## Histoire
Le village de Koubinka accéda au statut de commune urbaine en 1968 puis à celui de ville en 2004.
Depuis la fin de la Seconde Guerre mondiale, la ville accueille un polygone d'études et d'essais de blindés, qui est devenu au fil du temps le musée des blindés de Koubinka, le plus important du monde. Il y a, encore en activité, une base aérienne et son centre de maintenance d'aéronefs no 121.

## Population
Recensements (*) ou estimations de la population
| 1970* | 1979* | 1989* | 2002*  | 2010*  |
| ----- | ----- | ----- | ------ | ------ |
| 7 295 | 8 297 | 8 019 | 26 158 | 22 964 |

| 2013   | 2014   | 2015   | 2016   | 2017   |
| ------ | ------ | ------ | ------ | ------ |
| 22 096 | 21 558 | 21 017 | 20 676 | 20 363 |